# Out of Sight (film)
Out of Sight, distribuito per l'home video con il titolo Out of Sight - Gli opposti si attraggono, è un film del 1998 diretto da Steven Soderbergh, tratto dall'omonimo romanzo di Elmore Leonard.
Le riprese del film si svolsero dal 1° ottobre 1997 al 12 gennaio 1998.

## Trama
Un rapinatore di banche di carriera, Jack Foley, e uno sceriffo americano, Karen Sisco, sono costretti a condividere un bagagliaio durante la fuga dello stesso da una prigione della Florida. Terminata la fuga i due si dividono ma Sisco, abile quanto determinata, vuole riacciuffare l'evaso che l'ha umiliata professionalmente ma soprattutto che l'ha affascinata con i suoi modi di fare gentili ed eleganti, e per questo lo inseguirà da uno Stato all'altro. Foley e i suoi amici, il braccio destro Buddy e il socio inaffidabile Glenn, si dirigono a nord verso Bloomfield Hills, un ricco sobborgo settentrionale di Detroit. Lì hanno in programma di fare una visita al losco uomo d'affari Ripley, che si è stupidamente vantato con loro in prigione anni prima di una serie di diamanti non tagliati nascosti nella sua casa.
Glenn inavvertitamente parla del piano dei diamanti allo spietato Maurice Miller, anche lui in prigione nello stesso periodo di Jack e Ripley. Questi pianifica di rapinare la dimora di Ripley con la sua banda, inclusi Kenneth e White Boy Bob. Maurice e Foley si accordano per unirsi al lavoro e dividere i guadagni, mentre Glenn si fa prendere dalla paura e fugge via, con Sisco che gli permette di scappare.
Prima della rapina, in un hotel di Detroit Foley e Sisco hanno un incontro romantico ma la domanda che perseguita Sisco, ovvero se stia davvero inseguendo Foley per arrestarlo o per amore, finisce in una resa dei conti durante la rapina a casa di Ripley aggiungendo che si è trattato solo di  divertimento.
Nel corso della rapina, White Boy Bob si spara accidentalmente dopo essere inciampato sulle scale e muore, mentre Foley uccide Kenneth che sta tentando di violentare la governante/amante di Ripley, Midge. Sisco, dopo aver seguito la squadra a casa di Ripley, spara a Maurice e arresta Foley nonostante lui la implori di ucciderlo, indossando un passamontagna e dicendole di far finta che sia qualcun altro. Buddy, nel frattempo, scappa via con i diamanti.
La mattina dopo, Foley viene caricato a bordo di un furgone per essere riportato in prigione in Florida. Un altro detenuto si imbarca sul furgone e racconta a Foley di come in passato sia evaso di prigione per ben nove volte. Sisco sorride mentre il furgone parte per la Florida.

## Riconoscimenti
- 1999 - Premio Oscar
  - Candidatura Miglior sceneggiatura non originale a Scott Frank
  - Candidatura Miglior montaggio a Anne V. Coates
- 1999 - ALMA Award
  - Miglior attrice non protagonista a Jennifer Lopez
- 1998 - Boston Society of Film Critics Award
  - Miglior film
  - Migliore sceneggiatura a Scott Frank
  - Candidatura Miglior attore a George Clooney
  - Candidatura Miglior regista a Steven Soderbergh
- 1999 - Critics' Choice Awards
  - Candidatura Miglior film
- 1999 - Dallas-Fort Worth Film Critics Association Award
  - Candidatura Miglior film
- 1999 - Edgar Allan Poe Award
  - Miglior film
- 1999 - Golden Trailer Awards
  - Miglior musica (Best Music)
- 1999 - MTV Movie Awards
  - Candidatura Miglior performance femminile a Jennifer Lopez
  - Candidatura Miglior bacio a George Clooney e Jennifer Lopez
- 1998 - Southeastern Film Critics Association Awards
  - Migliori dieci film
  - Candidatura Miglior sceneggiatura a Scott Frank

## Produzione

### Cast
- Nel film Michael Keaton interpreta il ruolo dello svampito agente dell'ATF Ray Nicolette, stesso ruolo che ha ricoperto in Jackie Brown di Quentin Tarantino, anche questo tratto da un romanzo di Leonard, Punch al rum.